# Wolfgang Junginger
Wolfgang Junginger (Stoccarda, 27 ottobre 1951 – Garbsen, 17 febbraio 1982) è stato uno sciatore alpino tedesco che gareggiò per la nazionale tedesca occidentale.

## Biografia
Specialista delle prove tecniche, Junginger fece parte della nazionale tedesca occidentale dal 1970 al 1976; in Coppa del Mondo ottenne il primo piazzamento l'8 marzo 1973 ad Anchorage in slalom gigante classificandosi 6º e tale risultato sarebbe rimasto il migliore nel massimo circuito di Junginger, che lo bissò il 16 dicembre dello stesso anno a Saalbach nella medesima specialità.
Ai Mondiali di Sankt Moritz 1974 vinse la medaglia di bronzo nella combinata e fu 38º nella discesa libera, 12º nello slalom gigante e 8º nello slalom speciale; ai XII Giochi olimpici invernali di Innsbruck 1976, sua unica presenza olimpica, si classificò 29º nella discesa libera, 19º nello slalom gigante, 6º nello slalom speciale e 4º nella combinata, disputata in sede olimpica ma valida solo ai fini dei Mondiali 1976. L'ultimo piazzamento della sua attività agonistica fu il 7º posto ottenuto nello slalom speciale di Coppa del Mondo disputato ad Aspen il 14 marzo dello stesso anno; morì nel 1982 in un incidente aereo.

## Palmarès

### Mondiali
- 1 medaglia:
  - 1 bronzo (combinata a Sankt Moritz 1974)

### Coppa del Mondo
- Miglior piazzamento in classifica generale: 35º nel 1975 e nel 1976